# Григор Кръстев
Григор Кръстев е български революционер, деец на Вътрешната македоно-одринска революционна организация.

## Биография
Кръстев е роден в Прилеп, в Османската империя, днес Северна Македония. Член е на Прилепския окръжен революционен комитет. Арестуван е в 1903 година, осъден е на доживотен затвор и е изпратен на заточение в Диарбекир. Кръстев е амнистиран през април 1904 година.